# William Houstoun
William Houstoun (1695 – 1733) fue un cirujano botánico escocés, que llevó especímenes de plantas desde México y de Sudamérica.
Houstoun completó su entrenamiento médico en la Universidad de Leiden en los Países Bajos en 1729, donde comenzó a interesarse en los usos medicinales de los nuevos descubrimientos vegetales. Para su estudio más a fondo, realiza viajes extensivos al Caribe, México, etc. Y les proveyó de especímenes y muestras a otros científicos en Londres, publicando sus resultados en Catalogus plantarum horti regii Parisiensis.
Al retornar a Londres en 1731, los fideicomisarios de la Colonia inglesa de Georgia estuvieron de acuerdo en financiarle otro viaje, teniendo Houstoun reservas en Trustee's Garden, de Savannah, Georgia. Viajó a las islas Madeira para reunir esquejes de plantaciones de uva, y luego cruzó el Atlántico aunque no pudo finalizar su misión, pues fallece en Jamaica en 1733.

## Algunas publicaciones
- An account of the Contrayerva. En: Philosophical Transactions 37 ( 421) 1733, pp. 195–198
- Experimenta de Perforatione Thoracis, ejusque in Respiratione Effectibus (Seis experimentos mostrando los efectos de la perforación en el tórax sobre la respiración). En: Philosophical Transactions 39 (441), 1738, pp. 230.
- Reliquiae Houstounianae seu plantarum in America meridionale…. Londres 1781, (online), publicado póstumamente por Joseph Banks

## Honores

### Eponimia
Género
- (Rubiaceae) Houstonia L.[1]

Especies
| - (Boraginaceae) Heliotropium houstonii DC. - (Capparaceae) Cleome houstonii R.Br. | - (Convolvulaceae) Convolvulus houstonii Steud. - (Hymenophyllaceae) Hymenophyllum houstonii Jenman - (Mimosaceae) Acacia houstonii (L'Hér.) Willd. | - (Moraceae) Dorstenia houstonii L. - (Solanaceae) Solanum houstonii Dunal |

- La abreviatura «Houst.» se emplea para indicar a William Houstoun como autoridad en la descripción y clasificación científica de los vegetales.[9]